# Jean Schuster
Jean Schuster, född 15 juni 1929 i Paris, död 17 oktober 1995 i samma stad, var en fransk författare, poet och redaktör. Han spelade en viktig roll inom surrealismens andra generation under ett par decennier efter andra världskrigets slut.

## Verksamhet
Redan som 18-åring 1947 lärde Jean Schuster känna de litterära veteranerna från första världskrigets slut André Breton och Benjamin Péret, vilka bägge två hade återvänt till Paris efter sina exiler utomlands, och var öppna för en fortsättning av sin organiserade verksamhet som surrealister. Ett viktigt redskap för denna verksamhet var egna tidskrifter och Jean Schuster blev en viktig medarbetare i dessa. Under 1950-talet var han huvudredaktör för Medium (1952–1955) och för Le Surréalisme même (1956-1959). Han fortsatte medverka på liknande vis i de två följande betydelsefulla tidskrifterna L’Archibras (1967-1969) och Coupures (1969-1972). 
1958 startade han även den mer politiskt inriktade, antigaullistiska tidskriften Le 14 juillet med många framstående intellektuella som medarbetare. Han tillhörde de 121 samhällskritiska personerna som 1960 undertecknade det så kallade Manifeste des 121 som hävdade rätten att vägra krigstjänstgöring i Algerietkriget.
I oktober 1969, året efter majrevolten, skrev Jean Schuster en artikel kallad Le Quatrième Chant i den nystartade tidskriften Coupures, där han med en viss tyngd tillkännagav att den surrealistgrupp som han hade verkat för sedan 1947 nu var upplöst. 

## Verk
- Aragon au défi. (Paris: Le terrain vague. 1966). Libris 17022591
- Archives 57-68 (1969)
- Tillsammans med André Breton, José Pierre och Eric Losfeld: Tracts surréalistes et déclarations collectives: 1922-1969. T. 2, 1940-1969 : suivis d'un texte de Jean Schuster et de compléments au tome I (1922-1939). (Paris: Le terrain vague. 1982). Libris 267815
- Les Fruits de la passion (1988)
- T’as vu ça d’la f’nêtre (1990)
- Entre augures: [ett samtal mellan Michel Leiris och Jean Schuster]. (Collection Le Désordre. Paris: Terrain Vague. 1990). Libris 6524431
- Une île à trois coups d'aile, dikter valda och kommenterade av Jérôme Duwa. Förord av Claude Courtot (Paris: Le Cherche midi, 2007)